# Minsk (livro)
Minsk é a versão ilustrada de um conto publicado em Insônia. Assim como Luciana, Minsk faz parte do projeto Galerinha, da Editora Record.
Tanto quanto Luciana e O Estribo de Prata, Minsk foi ilustrado, a fim de melhor alcançar seu objetivo primordial, o público infanto-juvenil (nestes casos, os livros passam a se enquadrar como literatura infantil).
Minsk é um conto que dá sequência ao conto Luciana, em Insônia.